# Sergio Peris-Mencheta
Sergio Peris-Mencheta, född 7 april 1975 i Madrid, är en spansk skådespelare.
Peris-Mencheta har bland annat medverkat i filmerna Love Ranch, Resident Evil: Afterlife och Meg 2: The Trench.

## Filmografi (i urval)
- 2010 – Love Ranch
- 2010 – Resident Evil: Afterlife
- 2023 – Meg 2: The Trench